# Felipe de Sagastizábal
Felipe Manuel Desagastizábal (La Plata, 28 de octubre de 1973) es un exfutbolista profesional argentino. Fue un destacado jugador de los planteles del Club Atlético Los Andes, Olimpo de Bahía Blanca y de Belgrano de Córdoba. Actualmente forma parte del plantel técnico de infantiles (2012) de Gimnasia y Esgrima de la Plata

## Historia
Nació de una familia de descendientes de vascos. Empezó a jugar al fútbol a los cinco años en un club llamado Unidos del Dique, de la Liga Infantil de La Plata.
En 1996, cuando jugaba como amateur en la Liga de Chascomús, su amigo Sergio Benet lo llevó a una prueba en el club Temperley (en el Gran Buenos Aires) y lo contrataron. Tenía 23 años. Su chispa y velocidad lo dejaron muy bien parado y el club de fútbol Los Andes (que estaba en Primera B) creyó en él como una alternativa viable para su equipo, y lo compró.
En el año 2000, Desagastizábal, de 26 años ayudó al equipo a ascender a Primera División, con la dirección de Jorge Ginarte.
Formaban dicho plantel figuras como Darío Sala, Orlando Romero, Rubén Ferrer, Germán Noce, Andrés Bressán, Gabriel Caiafa, Gabriel Lobos, Gabriel Nasta y Fabio Pieters, entre otros.
En sus primeras armas en la élite “robó” una tapa de la revista El Gráfico y si bien no brilló, logró impactar a algunos rivales. Por eso, a pesar de perder la categoría, el “Pitufo” pasó a Belgrano de Córdoba.
Durante algunas fechas con el Celeste se mantuvieron primeros de la mano de Carlos Ramaciotti y con compañeros como Rubiel Quintana, Sebastián Brusco, Facundo Imboden, Gastón Martina y Julio Mugnaini. Hasta se dieron el gusto de ganarle a Boca en la Bombonera en una jornada en la que Degastizábal maltrató a fuerza de gambetas al célebre Jorginho.
A mitad del 2002 las dirigencias de Olimpo de Bahía Blanca (2002-2003) y de Gimnasia y Esgrima de La Plata peleaban por sus servicios.
En el Torneo Apertura ingresó desde el banco en algunos juegos y cumplió, por lo que Julio César Falcioni (1956-), el entrenador de Boca Juniors) accedió a darle la titularidad.
Retornó a Belgrano nuevamente con la esperanza de llevarlo a la A. Es que se formó un interesante plantel manejado por Omar Labruna (1957-), con Sanzotti, Brusco, Giampietri, Cobelli, Bezombe, Torres, Villarreal y Artime, entre otros.
En 2005 se incorporó como estrella junto al arquero Marcelo Micetich al Atlético Tucumán. Al llegar declaró: “Si me va bien a mí, le va bien al equipo. La idea no es quedarnos solo por cinco meses, sino ascender y estar por mucho tiempo más”. Lamentablemente el equipo no ascendió, por lo que Desagastizábal permaneció muy poco tiempo.
En el 2006 jugó en el club La Plata FC.
Desde el año 2014 dirige la primera división de Macabi La Plata, quien compite en la liga faccma. Logrando el ascenso en el año 2018. 

Lo de La Plata fue raro. Fui para retirarme jugando cerca de casa. Era muy increíble jugar en un club sin hinchas, y más después de haber jugado en clubes con mucha gente.
Felipe Desagastizábal

El retiro sería momentáneo ya que al año siguiente decidió retornar al fútbol en la Primera C, en el club Excursionistas, pero tuvo que irse al año tras una mala campaña.
Su segundo retiro que sería efectivo fue jugando en Independiente de Chivilcoy en el Torneo Argentino C.
Entre todos los equipos que paso se destaca su paso Los Andes, donde es muy querido y idolatrado por los hinchas.
Actualmente se encuentra trabajando en las inferiores de Gimnasia y Esgrima De La Plata.

## Clubes
| Club                       | País      | Año       |
| -------------------------- | --------- | --------- |
| Temperley                  | Argentina | 1998-1999 |
| Los Andes                  | Argentina | 1999-2001 |
| Belgrano                   | Argentina | 2001-2002 |
| Olimpo                     | Argentina | 2002-2003 |
| Belgrano                   | Argentina | 2003-2004 |
| Defensa y Justicia         | Argentina | 2004      |
| Atlético Tucumán           | Argentina | 2005      |
| Defensores de Belgrano     | Argentina | 2005-2006 |
| La Plata FC                | Argentina | 2006      |
| Excursionistas             | Argentina | 2007-2008 |
| Independiente de Chivilcoy | Argentina | 2008      |